# MTV Video Music Award al miglior video di un'artista femminile
L'MTV Video Music Award al miglior video femminile (MTV Video Music Award for Best Female Video) era un premio assegnato annualmente a partire dal 1984 fino al 2016 nell'ambito degli MTV Video Music Awards.

## Vincitori e candidati
I vincitori sono indicati in grassetto.

### Anni 2000
- 2000
  - Aaliyah - Try Again
  - Christina Aguilera - What a Girl Wants
  - Toni Braxton - He Wasn't Man Enough
  - Macy Gray - I Try
  - Britney Spears - Oops!… I Did It Again
- 2001
  - Eve (featuring Gwen Stefani) - Let Me Blow Ya Mind
  - Dido - Thank You
  - Missy Elliott - Get Ur Freak On
  - Janet Jackson - All for You
  - Jennifer Lopez - Love Don't Cost a Thing
  - Madonna - Don't Tell Me
- 2002
  - Pink - Get the Party Started
  - Ashanti - Foolish
  - Michelle Branch - All You Wanted
  - Shakira - Whenever, Wherever
  - Britney Spears - I'm a Slave 4 U
- 2003
  - Beyoncé (featuring Jay-Z) - Crazy in Love
  - Christina Aguilera (featuring Redman) - Dirrty
  - Missy Elliott - Work It
  - Avril Lavigne - I'm with You
  - Jennifer Lopez - I'm Glad
- 2004
  - Beyoncé - Naughty Girl
  - Christina Aguilera - The Voice Within
  - Alicia Keys - If I Ain't Got You
  - Jessica Simpson - With You
  - Britney Spears - Toxic
- 2005
  - Kelly Clarkson - Since U Been Gone
  - Amerie - 1 Thing
  - Mariah Carey - We Belong Together
  - Shakira (featuring Alejandro Sanz) - La tortura
  - Gwen Stefani - Hollaback Girl
- 2006
  - Kelly Clarkson - Because of You
  - Christina Aguilera - Ain't No Other Man
  - Nelly Furtado (featuring Timbaland) - Promiscuous
  - Madonna - Hung Up
  - Shakira (featuring Wyclef Jean) - Hips Don't Lie
- 2007
  - Fergie
  - Beyoncé
  - Nelly Furtado
  - Rihanna
  - Amy Winehouse
- 2008
  - Britney Spears - Piece of Me
  - Mariah Carey - Touch My Body
  - Katy Perry - I Kissed a Girl
  - Rihanna - Take a Bow
  - Jordin Sparks - No Air
- 2009
  - Taylor Swift - You Belong with Me
  - Beyoncé - Single Ladies (Put a Ring on It)
  - Kelly Clarkson - My Life Would Suck Without You
  - Lady Gaga - Poker Face
  - Katy Perry - Hot n Cold
  - Pink - So What

### Anni 2010
- 2010
  - Lady Gaga - Bad Romance
  - Beyoncé (featuring Lady Gaga) - Video Phone
  - Kesha - Tik Tok
  - Katy Perry (featuring Snoop Dogg) - California Gurls
  - Taylor Swift - Fifteen
- 2011
  - Lady Gaga - Born This Way
  - Adele - Rolling in the Deep
  - Beyoncé - Run the World (Girls)
  - Nicki Minaj - Super Bass
  - Katy Perry - Firework
- 2012
  - Nicki Minaj - Starships
  - Beyoncé - Love on Top
  - Katy Perry - Part of Me
  - Rihanna (featuring Calvin Harris) - We Found Love
  - Selena Gomez & the Scene - Love You like a Love Song
- 2013
  - Taylor Swift - I Knew You Were Trouble
  - Rihanna (con Mikky Ekko) - Stay
  - Miley Cyrus - We Can't Stop
  - Pink (cantante) (con Nate Ruess) - Just Give Me a Reason
  - Demi Lovato - Heart Attack
- 2014
  - Katy Perry (con Juicy J) - Dark Horse
  - Iggy Azalea (con Charli XCX) - Fancy
  - Beyoncé - Partition
  - Lorde - Royals
  - Ariana Grande (con Iggy Azalea) - Problem
- 2015
  - Taylor Swift - Blank Space
  - Beyoncé - 7/11
  - Ellie Goulding - Love Me like You Do
  - Nicki Minaj - Anaconda
  - Sia - Elastic Heart
- 2016
  - Beyoncé - Hold Up
  - Adele - Hello
  - Ariana Grande - Into You
  - Rihanna (featuring Drake) - Work
  - Sia - Cheap Thrills